# 住友政友
住友 政友（すみとも まさとも、旧字体：住󠄁友 政友、天正13年11月11日（1585年12月31日） - 慶安5年8月15日（1652年9月17日））は、越前国丸岡出身の江戸時代の商人で住友家の初代。元涅槃宗の僧侶（文殊院空禅・員外嘉休）。
住友では商家・住友家を興した政友を家祖、南蛮吹きといわれる銅精練の技術を開発した政友の義兄蘇我理右衛門を業祖としている。

## 経歴
1585年、越前国丸岡（現在の福井県坂井市）の、柴田勝家に仕えた武士住友政行の次男に生まれた。
数え12歳の時（慶長元年（1596年））、母・弟の友定と共に京都に移住し、涅槃宗の開祖、及意上人空源に弟子入りして僧となり、「文殊院空禅」の法号を授かった。
以後、空源の右腕として涅槃宗の布教に勤め、20歳代に信者の伊丹紹拙の娘を娶った。
しかし、元和3年（1617年）に理解者であった後陽成天皇が崩御すると、他の宗派より京都所司代に邪教と訴えられ、空禅が代表として弁明するも、師の空源と共に江戸に護送され、佐倉藩へ配流となった。翌元和4年（1618年）には空源が配流先の酒井忠世の下屋敷で遷化したため、江戸近郊の涅槃宗の信徒の教化にあたった。
同年、天台宗の天海により、涅槃宗を天台法華宗三明院門流として存続、涅槃宗の法味を護持させることになったが、空禅は、空源の教判（教相判釈）の「法華時」と「涅槃時」を弁別し、その配慮（対幕府の妥協案）をも潔しとせず、1621年に帰京。還俗はせず、僧形のまま、いずれの宗派にも属さぬ「員外沙弥（いんがいしゃみ）」「員外沙門（いんがいしゃもん）」を称し、及意上人空源の遺教戒を継ぐ「佛者」の立場に徹した。「員外嘉休」と改名して、仏光寺上柳町に出版業・薬種業の富士屋を始めた。
薬種業では「まつら流本方」として反魂丹を販売し、出版業では『御成敗式目』や『往生要集』などを刊行した。
正保4年（1647年）に、嵯峨清凉寺子院地蔵院境内に雙軒庵を建てて隠居し、「臨西」と号し、旧涅槃宗徒に手紙などで教化活動を行った。
慶安5年（1652年）8月15日に亡くなり、浄土宗永養寺（京都市下京区）に埋葬された。

## 著作
- 『法伝記』…簡単な日本仏教史。
- 『文殊院旨意書』…商家の心構え。後に「住友家法」に受け継がれた。
- 『文殊院遺誡』…息子の嫁の亀に宛てた物。

このほか、消息文や歌なども併せて『泉屋叢考』3,4（住友修史室、1952年）にまとめられている。

### 文殊院旨意書
- 前文：商事候や。不及言候へ共、萬事情に可被入候。
- 一、何に而も、つねにそうばよりやすき物持来候共、根本をしらぬものには候はば、少もかい申間敷候。左様之物を盗物と可心得候。
- 一、何たるものにも、一やのやどもかし申まじ。又あみかさにてもあつかるましく候。
- 一、人のくちあいせらるましく候。
- 一、かけあきないせらるましく候。
- 一、人何やうの事申候共、気みじかくことはあらく申ましく候。何様重而具に可申候。

『泉屋叢考』第4輯（住友修史室編、1952年、p103）より。